# スペクトル系列
スペクトル系列（スペクトルけいれつ、英: Spectral sequence）とは、ホモロジー代数学や代数的位相幾何学で用いられる、ホモロジー群を逐次近似により計算する方法のことである。スペクトル系列は完全系列の一般化であり、ジャン・ルレイによって初めて用いられたときから、特に代数的位相幾何学、代数幾何学、ホモロジー代数学といった分野において重要な計算ツールとなっている。

## 発見と歴史
ジャン・ルレイは代数的位相幾何学の研究の過程で層の概念を導入し、そして層係数コホモロジーを計算する問題に向き合うことになった。層係数コホモロジーを計算するために、ルレイは現在ルレイ・スペクトル系列と呼ばれている計算手法を編み出した。これは、層のコホモロジー群と、その層の順像（押し出しとも呼ばれる）のコホモロジー群とを、無限回の計算過程を通じて関係付けるものである。ルレイは、順像のコホモロジー群は自然に鎖複体となることに気づき、したがってコホモロジーのコホモロジーを取れることに気付いた。これは元の層のコホモロジーにはなっていないが、ある意味ではそれに一歩近づいたものになっている。そして、コホモロジーのコホモロジーがまた鎖複体になるので、これのコホモロジーをまた取ることができ、この計算をずっと繰り返すことができる。この計算ステップを無限回繰り返した後の極限が、元の層のコホモロジー群と本質的に同じものとなっている。
ルレイの計算手法が幅広い状況に適用できることはすぐに明らかとなった。ファイブレーションのような幾何学的な状況や、導来関手が関係する代数学的な状況で、複数の（コ）ホモロジー群を婉曲的にではあるが関係付けてくれるスペクトル系列が数多く発見された。導来圏の導入によりその理論的な重要性は減ったが、今でもスペクトル系列はもっとも有効な計算ツールであり続けている。たとえスペクトル系列に計算不可能な項が多く含まれている状況であったとしても、スペクトル系列は有効に使うことのできる計算ツールである。
その反面、スペクトル系列は膨大な情報を持っているがゆえに会得や使用に困難が伴う。スペクトル系列が持っている情報は、3次元の格子状にアーベル群もしくは環上の加群を配置したものとなっていることが多い。最も取り扱いが簡単なスペクトル系列は、最終的には潰れる（collapse）、つまり列を進めてみてもそれ以上なんの情報も得られなくなるものである。このような場合でなくとも、種々のトリックを用いてスペクトル系列から有用な情報を引き出せることが多い。

## 形式的定義
Template:Confusing

### 定義
環上の加群のようなアーベル圏を一つ固定する。コホモロジー的なスペクトル系列とは、一つの非負整数 {\displaystyle r_{0}} と、全ての整数 {\displaystyle r\geq r_{0}} に対して定義されている次の3つのものの集まりである:
1. シート （紙1枚のイメージ）、ページ、もしくは項と呼ばれる対象 {\displaystyle E_{r}}
2. 境界写像、もしくは微分と呼ばれる、自己準同型 {\displaystyle d_{r}\colon E_{r}\to E_{r}} であって {\displaystyle d_{r}\circ d_{r}=0} を満たすもの
3. {\displaystyle E_{r+1}} と、{\displaystyle E_{r}} の {\displaystyle d_{r}} についてのホモロジー {\displaystyle H(E_{r})} との間の同型写像

通常、{\displaystyle E_{r+1}} と {\displaystyle H(E_{r})} との間の同型写像への記号の割り当ては省略され、これらの間の関係は等式で表される。{\displaystyle E_{r+1}} を {\displaystyle E_{r}} の 導来（derived）対象 と呼ぶこともある。

### 鎖複体のスペクトル系列
最も簡単な例は鎖複体 C• である。鎖複体のなすアーベル圏の対象である C• は微分 d を備えている。r0 = 0 と置き、E0 を C• とする。スペクトル系列を構成するためには E1 は複体 H(C•) としなけらればならず、i 番目の位置にあるものは C• の i 番目のホモロジー群となる。この新しい複体における唯一の自然な微分は零写像のみなので、d1 = 0 と置く。{\displaystyle E_{2}} は {\displaystyle E_{1}} と等しいものとして取らねばならず、ここでもやはり唯一の自然な微分は零写像のみである。後続のシートでも微分を零写像として取る。以上から、項が
- E0 = C•
- Er = H(C•) （全ての r ≥ 1）

であるスペクトル系列を得られた。非自明な微分は0番目のシートにしか無いので、このスペクトル系列の項は1番目のシートで安定する。そのため、あとのステップには何の有益な情報も含まれていない。通常は、後のシートから有益な情報を得るためには、{\displaystyle E_{r}} における追加的な構造が必要になる。

### スペクトル系列の種類
今の次数のない簡単な例では r0 に重要性は無かったが、実際には、ほとんどのスペクトル系列は環 R 上の2重次数つきの加群（や環の層上の2重次数つきの加群の層）の圏から生じる。このような場合は、シート1枚は2重次数つき加群であり、したがって2重次数1つにつき項が1つあり、シートはその直和に分解する。シートの各項の境界写像の直和として、シートの境界写像が定義される。その次数は r に応じて慣習的に固定されている。ホモロジー的なスペクトル系列の場合は、項は {\displaystyle E_{p,q}^{r}} と書かれ、微分の 2重次数（bidegree）は (− r,r − 1) である。コホモロジー的なスペクトル系列の場合は、項は {\displaystyle E_{r}^{p,q}} と書かれ、微分の 2重次数 は (r, 1 − r) である。（この2重次数の選び方は現実に自然に生じるものに即したものになっている。後段の2重複体についての例を参照のこと。）スペクトル系列によって、最初のシートの境界写像は r = 0、 r = 1、もしくは r = 2 に対応する次数を持つ。例えば、後で説明するフィルターつき複体のスペクトル系列では r0 = 0、グロタンディーク・スペクトル系列の場合は r0 = 2 である。r0 は 0, 1, 2のいずれかであることが多い。

### 圏論的性質
スペクトル系列の射 E → E'  とは、定義により、写像 fr : Er → E'r の集まりであって、微分及び E 及び E'  の r 番目と (r+1) 番目のシートのコホモロジーの間に与えられた同型写像と整合的であるものである。

### サイクルと境界輪体が定めるフィルトレーション
Er をスペクトル系列で、例えば r = 1 から始まるものとする。このとき、部分対象の列
{\displaystyle 0=B_{0}\subset B_{1}\subset B_{2}\subset \dots \subset B_{r}\subset \dots \subset Z_{r}\subset \dots \subset Z_{2}\subset Z_{1}\subset Z_{0}=E_{1}}
が存在し、{\displaystyle E_{r}\simeq Z_{r-1}/B_{r-1}} が成り立つ。実際、{\displaystyle Z_{0}=E_{1},B_{0}=0} と定義し、{\displaystyle Z_{r},B_{r}} を {\displaystyle E_{r}{\overset {d_{r}}{\to }}E_{r}} の核と像が {\displaystyle Z_{r}/B_{r-1},B_{r}/B_{r-1}} となるように再帰的に定めればよい。
次に {\displaystyle Z_{\infty }=\cap _{r}Z_{r},B_{\infty }=\cup _{r}B_{r}} と置き、
{\displaystyle E_{\infty }=Z_{\infty }/B_{\infty }}
と置く。これは極限項と呼ばれている。（もちろん、圏によってはそのような {\displaystyle E_{\infty }} は存在しないこともあるが、例えば加群の圏ではそのような極限は存在するし、また現実のスペクトル系列は退化することが多く、その場合には先程の列で有限個の包含関係しか起こらないので、通常このことは問題とならない。）

## 視覚化

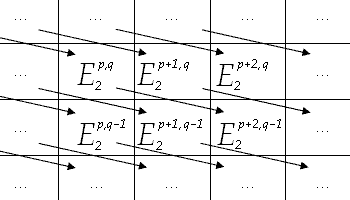
コホモロジー的なスペクトル系列の E_{2} シート

2重次数つきのスペクトル系列は膨大な量の把握すべきデータを持つが、これを視覚的に捉えるために広く使われている表示方法がある。r、p、q を2重次数つきスペクトル系列の3つの添字とする。r ごとに、方眼紙が1枚あると想像しよう。このシートの上で、p は水平方向、q は垂直方向の位置を表しているとしよう。そして、各マス目に対象 {\displaystyle E_{r}^{p,q}} が置いてあると考えるのである。
n = p + q と置いて、これをスペクトル系列のもう一つの別の自然な添字とすることもよく行われる。n は各シートにおいて北西から南東に対角的に走る。ホモロジー的な場合には、微分は2重次数 (−r, r − 1) を持つので、n は1減る。コホモロジー的な場合には n は1増える。r が0の場合は、微分は下もしくは上に1マス先にいる対象へ向かい、鎖複体の微分と同様になっている。r が1の場合は、微分は左もしくは右に1マス先にいる対象に向かう。r が2の場合は、微分はチェスのナイトが移動する位置にいる対象へ向かう。より大きな r の場合は、微分は一般化されたナイトが移動する位置にいる対象へ向かう。

## 具体例
スペクトル系列を初めて学習するときには、簡単な具体例で実際に計算を行ってみることが理解の助けになる。収束についてのより理論的で厳密な議論は後の節で行うが、この節については、スペクトル系列が増加フィルトレーション F を持つ H に収束するとは、 {\displaystyle E_{p,q}^{\infty }=F_{p}H_{p+q}/F_{p-1}H_{p+q}} が成り立つことと定義する。以下では、いかにそのフィルトレーションと {\displaystyle E^{2}} 項を完全系列の形で関係付けることができるか、例示する。応用上の多くの完全系列（たとえばギシン列）がこのような形であらわれる。

### 隣接する2列だけが非零となる例
{\displaystyle E_{p,q}^{r}} をホモロジー的なスペクトル系列で、0, 1以外の p に対しては {\displaystyle E_{p,q}^{2}=0} であるものとする。視覚的には、このスペクトル系列の {\displaystyle E^{2}} ページは
{\displaystyle {\begin{matrix}&\vdots &\vdots &\vdots &\vdots &\\\cdots &0&E_{0,2}^{2}&E_{1,2}^{2}&0&\cdots \\\cdots &0&E_{0,1}^{2}&E_{1,1}^{2}&0&\cdots \\\cdots &0&E_{0,0}^{2}&E_{1,0}^{2}&0&\cdots \\\cdots &0&E_{0,-1}^{2}&E_{1,-1}^{2}&0&\cdots \\&\vdots &\vdots &\vdots &\vdots &\end{matrix}}}
となっている。この2番目のページの微分の次数は (-2, 1) なので、微分は
{\displaystyle d_{p,q}^{2}:E_{p,q}^{2}\to E_{p-2,q+1}^{2}}
という形をしていて、
{\displaystyle d_{0,q}^{2}:E_{0,q}^{2}\to 0}, {\displaystyle d_{1,q}^{2}:E_{1,q}^{2}\to 0}
なので、微分は全て零写像となっている。したがって、{\displaystyle E^{\infty }=E^{2}} が成り立ち、このスペクトル系列は"退化"している。さて、このスペクトル系列が {\displaystyle H_{*}} に収束し、そのフィルトレーションが
{\displaystyle 0=F_{-1}H_{n}\subset F_{0}H_{n}\subset \dots \subset F_{n}H_{n}=H_{n}}
で与えられていて、{\displaystyle E_{p,q}^{\infty }=F_{p}H_{p+q}/F_{p-1}H_{p+q}} が成り立っていたとする。このとき、 {\displaystyle F_{0}H_{n}=E_{0,n}^{2}}, {\displaystyle F_{1}H_{n}/F_{0}H_{n}=E_{1,n-1}^{2}}, {\displaystyle F_{2}H_{n}/F_{1}H_{n}=0}, {\displaystyle F_{3}H_{n}/F_{2}H_{n}=0} などが成り立つ。これから、完全系列
{\displaystyle 0\to E_{0,n}^{2}\to H_{n}\to E_{1,n-1}^{2}\to 0}
が得られる。次に、スペクトル系列 {\displaystyle E_{p,q}^{r}} で2番目のページで q = 0, 1 の2行以外ゼロであるものを考える。このスペクトル系列は2番目のページで退化するとは限らないが、3番目のページでは微分の次数が (-3, 2) なのでそのページで退化する。分母がゼロであることに注意すると、{\displaystyle E_{p,0}^{3}=\operatorname {ker} (d:E_{p,0}^{2}\to E_{p-2,1}^{2})} が分かる。同様に、{\displaystyle E_{p,1}^{3}=\operatorname {coker} (d:E_{p+2,0}^{2}\to E_{p,1}^{2})} が分かる。したがって、
{\displaystyle 0\to E_{p,0}^{\infty }\to E_{p,0}^{2}{\overset {d}{\to }}E_{p-2,1}^{2}\to E_{p-2,1}^{\infty }\to 0}
が成り立つ。先程の例と同様に、スペクトル系列がフィルトレーション F を持つ H に収束したとする。{\displaystyle F_{p-2}H_{p}/F_{p-3}H_{p}=E_{p-2,2}^{\infty }=0}, {\displaystyle F_{p-3}H_{p}/F_{p-4}H_{p}=0} などが成り立つので、{\displaystyle 0\to E_{p-1,1}^{\infty }\to H_{p}\to E_{p,0}^{\infty }\to 0} が成り立つ。これらを全てあわせると、完全系列
{\displaystyle \cdots \to H_{p+1}\to E_{p+1,0}^{2}{\overset {d}{\to }}E_{p-1,1}^{2}\to H_{p}\to E_{p,0}^{2}{\overset {d}{\to }}E_{p-2,1}^{2}\to H_{p-1}\to \dots }
が得られる。

### ワン（Wang）列
前節での計算は簡単に一般化できる。n を2以上の整数とし、球面上のファイブレーション
{\displaystyle F{\overset {i}{\to }}E{\overset {p}{\to }}S^{n}}
を考える。このとき、セール・スペクトル系列
{\displaystyle E_{p,q}^{2}=H_{p}(S^{n};H_{q}(F))\Rightarrow H_{p+q}(E)}
がある。つまり、あるフィルトレーション {\displaystyle F_{\bullet }} があって、{\displaystyle E_{p,q}^{\infty }=F_{p}H_{p+q}(E)/F_{p-1}H_{p+q}(E)} となっている。{\displaystyle H_{p}(S^{n})} がゼロではないのは p が0もしくは n の場合だけで、その場合は Z に等しいから、{\displaystyle E_{p,q}^{2}} は {\displaystyle p=0,n} のところだけからなる2つの直線になっている。したがって {\displaystyle E^{2}} ページは
{\displaystyle {\begin{matrix}&\vdots &\vdots &\vdots &&\vdots &\vdots &\vdots &\\\cdots &0&E_{0,2}^{2}&0&\cdots &0&E_{n,2}^{2}&0&\cdots \\\cdots &0&E_{0,1}^{2}&0&\cdots &0&E_{n,1}^{2}&0&\cdots \\\cdots &0&E_{0,0}^{2}&0&\cdots &0&E_{n,0}^{2}&0&\cdots \\\end{matrix}}}
という形をしている。さらに、{\displaystyle p=0,n} に対して、普遍係数定理により
{\displaystyle E_{p,q}^{2}=H_{p}(S^{n};H_{q}(F))=H_{q}(F)}
であるから、{\displaystyle E^{2}} ページは
{\displaystyle {\begin{matrix}&\vdots &\vdots &\vdots &&\vdots &\vdots &\vdots &\\\cdots &0&H_{2}(F)&0&\cdots &0&H_{2}(F)&0&\cdots \\\cdots &0&H_{1}(F)&0&\cdots &0&H_{1}(F)&0&\cdots \\\cdots &0&H_{0}(F)&0&\cdots &0&H_{0}(F)&0&\cdots \\\end{matrix}}}
と書ける。ゼロではない微分は {\displaystyle E^{n}} ページの
{\displaystyle d_{n,q}^{n}:E_{n,q}^{n}\to E_{0,q+n-1}^{n}}
だけであり、これは
{\displaystyle d_{n,q}^{n}:H_{q}(F)\to H_{q+n-1}(F)}
であるから、このスペクトル系列は {\displaystyle E^{n+1}=E^{\infty }} で収束する。{\displaystyle E^{n+1}} を計算して、完全系列
{\displaystyle 0\to E_{n,q-n}^{\infty }\to E_{n,q-n}^{n}{\overset {d}{\to }}E_{0,q-1}^{n}\to E_{0,q-1}^{\infty }\to 0.}
を得る。これをホモロジー群で書き直すと
{\displaystyle 0\to E_{n,q-n}^{\infty }\to H_{q-n}(F){\overset {d}{\to }}H_{q-1}(F)\to E_{0,q-1}^{\infty }\to 0}
となる。これに出てくる2つの {\displaystyle E^{\infty }} 項が何かを考える。{\displaystyle H=H(E)} と置くと、{\displaystyle F_{1}H_{q}/F_{0}H_{q}=E_{1,q-1}^{\infty }=0} などが成り立っているので、{\displaystyle E_{n,q-n}^{\infty }=F_{n}H_{q}/F_{0}H_{q}} がわかる。これから、{\displaystyle F_{n}H_{q}=H_{q}} であるから、
{\displaystyle 0\to E_{0,q}^{\infty }\to H_{q}\to E_{n,q-n}^{\infty }\to 0}
となる。これは完全系列
{\displaystyle 0\to H_{q}(F)\to H_{q}(E)\to H_{q-n}(F)\to 0}
である。以上の計算を全てまとめると、
{\displaystyle \dots \to H_{q}(F){\overset {i_{*}}{\to }}H_{q}(E)\to H_{q-n}(F){\overset {d}{\to }}H_{q-1}(F){\overset {i_{*}}{\to }}H_{q-1}(E)\to H_{q-n-1}(F)\to \dots }
がわかった。（ギシン列 も同じ方法で得られる。）

### 低次数の項
今の例で行ったような計算は、コホモロジー的なスペクトル系列に対しても簡単に適用できる。{\displaystyle E_{r}^{p,q}} を第1象限スペクトル系列（定義は後の節参照）とし、減少フィルトレーション
{\displaystyle 0=F^{n+1}H^{n}\subset F^{n}H^{n}\subset \dots \subset F^{0}H^{n}=H^{n}}
を持つ H に収束、つまり {\displaystyle E_{\infty }^{p,q}=F^{p}H^{p+q}/F^{p+1}H^{p+q}} が成り立っているとしよう。p か q が負であれば {\displaystyle E_{2}^{p,q}} はゼロであるので、
{\displaystyle 0\to E_{\infty }^{0,1}\to E_{2}^{0,1}{\overset {d}{\to }}E_{2}^{2,0}\to E_{\infty }^{2,0}\to 0.}
が成り立つ。同じ理由で {\displaystyle E_{\infty }^{1,0}=E_{2}^{1,0}} であり、また {\displaystyle F^{2}H^{1}=0} であるから、
{\displaystyle 0\to E_{2}^{1,0}\to H^{1}\to E_{\infty }^{0,1}\to 0}
となる。{\displaystyle F^{3}H^{2}=0} であるから、{\displaystyle E_{\infty }^{2,0}\subset H^{2}} である。列をつなげて、いわゆる5項完全系列
{\displaystyle 0\to E_{2}^{1,0}\to H^{1}\to E_{2}^{0,1}{\overset {d}{\to }}E_{2}^{2,0}\to H^{2}}
を得る。

## エッジ写像と転入

### ホモロジー的なスペクトル系列
{\displaystyle E_{p,q}^{r}} をスペクトル系列とする。もし全ての q < 0 に対して {\displaystyle E_{p,q}^{r}=0} ならば、r ≥ 2 に対して
{\displaystyle E_{p,0}^{r+1}=\operatorname {ker} (d:E_{p,0}^{r}\to E_{p-r,r-1}^{r})}
でなければならない（分母がゼロとなるので）。したがって、単射準同型の列
{\displaystyle E_{p,0}^{r}\to E_{p,0}^{r-1}\to \dots \to E_{p,0}^{3}\to E_{p,0}^{2}}
が存在する。これはエッジ写像（edge map）と呼ばれている。同様に、全ての p < 0 に対して {\displaystyle E_{p,q}^{r}=0} ならば、 全射準同形の列
{\displaystyle E_{0,q}^{2}\to E_{0,q}^{3}\to \dots \to E_{0,q}^{r-1}\to E_{0,q}^{r}}.
が存在する。これもエッジ写像と呼ばれている。
転入（transgression）とは、一部分だけで定義されている写像（より正確に言うと、部分対象から商への写像）
{\displaystyle \tau :E_{p,0}^{2}\to E_{0,p-1}^{2}}
で、合成 {\displaystyle E_{p,0}^{2}\to E_{p,0}^{p}{\overset {d}{\to }}E_{0,p-1}^{p}\to E_{0,p-1}^{2}} によって定義されるものである。ここで、最初と最後の写像はエッジ写像の逆写像である。

### コホモロジー的なスペクトル系列
コホモロジー的なスペクトル系列 {\displaystyle E_{r}^{p,q}} についても同様のことが成り立つ。全ての q < 0 に対して {\displaystyle E_{r}^{p,q}=0} ならば、全射準同形の列
{\displaystyle E_{2}^{p,0}\to E_{3}^{p,0}\to \dots \to E_{r-1}^{p,0}\to E_{r}^{p,0}}
が存在する。また、全ての p < 0 に対して {\displaystyle E_{r}^{p,q}=0} ならば、単射準同型の列
{\displaystyle E_{r}^{0,q}\to E_{r-1}^{0,q}\to \dots \to E_{3}^{0,q}\to E_{2}^{0,q}}
が存在する。{\displaystyle d:E_{q}^{0,q-1}\to E_{q}^{q,0}} から誘導される転入写像
{\displaystyle \tau :E_{2}^{0,q-1}\to E_{2}^{q,0}}
は必ずしも well-defined な写像ではない。

### 応用
これらの写像の決定を基礎として、セール・スペクトル系列における多くの微分を計算できる。例えば、転入写像は微分
{\displaystyle d_{n}:E_{n,0}^{n}\to E_{0,n-1}^{n}}
をホモロジー的なスペクトル系列に対して決定し、これをファイブレーション {\displaystyle F\to E\to B} についてのセール・スペクトル系列に適用すると
{\displaystyle d_{n}:H_{n}(B)\to H_{n-1}(F)}
が得られる。

## 乗法構造
コホモロジー群にはカップ積により環の構造が入り、コホモロジー環となる。したがって、スペクトル系列を同様に環の構造つきで考えることは自然なことである。{\displaystyle E_{r}^{p,q}} をコホモロジー的なスペクトル系列とする。これが乗法構造を持つとは、(i) {\displaystyle E_{r}} が（2重次数つきの）次数付き微分代数であって、(ii) {\displaystyle E_{r+1}} での乗法は {\displaystyle E_{r}} での乗法からコホモロジーを通じて誘導されている
ことを言う。
典型的な例は、係数群が環 R であるときのファイブレーション {\displaystyle F\to E\to B} に対するコホモロジー的なセール・スペクトル系列である。これは {\displaystyle E_{2}} ページにおけるファイバーと底（空間）のカップ積から誘導された乗法構造を持つ。しかし、一般には極限の項 {\displaystyle E_{\infty }} は次数つき多元環として H(E; R) と同型にはならない。乗法構造はスペクトル系列における微分の計算に非常に役に立つ。

## スペクトル系列の作成
スペクトル系列は様々な方法で作ることができる。代数的位相幾何学では、おそらく完全対による方法が最も一般的なものである。代数幾何学では、スペクトル系列は双対鎖複体のフィルトレーションから作られることが多い。

### 完全対
スペクトル系列を作るための最も強力な方法は、ウィリアム・マッセイによる完全対を使う方法である。完全対は特に代数的位相幾何学の分野でよく使われ、他の作り方が知られていないスペクトル系列が多く存在する。実際、全ての知られているスペクトル系列は完全対から作ることができる。にもかかわらず、（完全対は）抽象代数学ではあまり人気がなく、その分野ではほとんどのスペクトル系列はフィルターつき複体から得られている。完全対を定義するために、アーベル圏を1つとる。先程と同じく、応用上は大抵の場合環上の2重次数つき加群の圏である。完全対 とは、対象 A と C の対と、この対象間の3つの準同型: f : A → A, g : A → C and h : C → A であって、次の完全性の条件を満たすものを言う:
- Image f = Kernel g
- Image g = Kernel h
- Image h = Kernel f

このデータを単に (A, C, f, g, h) と表す。完全対は三角形の絵で表現することが多い。A を補助的なデータとして使い、E0 項が C であるようなスペクトル系列を作ろう。
スペクトル系列の次のシートに行くために、導来対（derived couple）をまず作る。次の記号を準備する:
- d = g o h
- A' = f(A)
- C' = Ker d / Im d
- f' = f|A'、f の A' への制限
- h' : C' → A'、h から誘導されるもの。h がこのような写像を誘導することは簡単に分かる。
- g' : A' → C' は次のように定義する。A' の元 a に対して、A の元 b が存在して a は f(b) と書ける。g'(a) を、C' における g(b) の像として定義する。一般の状況では、g' はアーベル圏に対する埋込み定理の一つを使って作られる。

定義からすぐに (A', C', f', g', h') が完全対となることが分かる。C' をスペクトル系列の E1 項とする。この操作を繰り返して完全対の列 (A(n), C(n), f(n), g(n), h(n)) が得られ、C(n) を En 項とし、dn を g(n) o h(n) と置くことで、求めるスペクトル系列になる。

#### この方法で作られるスペクトル系列
- ファイブレーションの（コ）ホモロジーの計算に使われるセール・スペクトル系列（英語版）[10]
- K理論などの超常コホモロジー論で（コ）ホモロジーの計算に使われるアティヤ・ヒルツェブルフ・スペクトル系列（英語版）
- ボックシュテイン・スペクトル系列（英語版）
- フィルターつき複体のスペクトル系列

### フィルターつき複体のスペクトル系列
スペクトル系列の極めて典型的な例はフィルターつきの双対鎖複体から得られる。これは、双対鎖複体 C• であって、全ての整数 p に対して部分複体 FpC• が定義されており、境界写像はフィルトレーションと両立している、つまり d(FpCn) ⊆ FpCn+1 が成り立つものである。（現実の例では p は上か下かどちらか片方で有界であることが多い。）フィルトレーションは減少している、つまり FpC• ⊇ Fp+1C• と仮定する。双対鎖複体の項に対応する数字は n で表すことにする。あとではさらに、フィルトレーションはハウスドルフ（分離的とも言う）、つまり FpC• の全ての共通部分をとるとゼロであり、フィルトレーションは覆い尽くしている（exhaustive）、つまり FpC• の全ての和集合をとると鎖複体 C• 全体となることを仮定する。
フィルトレーションは0への近さを測るものとして便利である。p が大きくなるにつれて、FpC• はゼロに近づいていく。このフィルトレーションから、あとのシートに行けば行くほどコバウンダリとコサイクルが元の複体のコバウンダリとコサイクルに近づいていくスペクトル系列が作れる。このスペクトル系列は、フィルター次数 p と補充次数（complementary degree）q = n − p で2重に次数づけられたものである。（補充次数は全次数 n よりも便利な添字であることが多い。例えば、あとで説明する2重複体のスペクトル系列の場合にそうである。）
このスペクトル系列を手作業で作ってみよう。C• は単一の次数づけとフィルトレーションしか持たないので、まず2重次数つき対象を C• から作る。第2の次数を得るために、フィルトレーションに随伴する次数つき対象を次のようにとる。
{\displaystyle Z_{-1}^{p,q}=Z_{0}^{p,q}=F^{p}C^{p+q}}
{\displaystyle B_{0}^{p,q}=0}
{\displaystyle E_{0}^{p,q}={\frac {Z_{0}^{p,q}}{B_{0}^{p,q}+Z_{-1}^{p+1,q-1}}}={\frac {F^{p}C^{p+q}}{F^{p+1}C^{p+q}}}}
{\displaystyle E_{0}=\bigoplus _{p,q\in \mathbf {Z} }E_{0}^{p,q}}
やや奇妙な書き方をしたが、こう書いた理由はあとで E1 を作るときに分かる。境界写像はフィルトレーションと両立すると仮定しているので、E0 は2重次数つき対象になっており、E0 上に自然な2重次数つき境界写像 d0 が存在する。E1 を得るために E0 のホモロジーをとる。
{\displaystyle {\bar {Z}}_{1}^{p,q}=\ker d_{0}^{p,q}:E_{0}^{p,q}\rightarrow E_{0}^{p,q+1}=\ker d_{0}^{p,q}:F^{p}C^{p+q}/F^{p+1}C^{p+q}\rightarrow F^{p}C^{p+q+1}/F^{p+1}C^{p+q+1}}
{\displaystyle {\bar {B}}_{1}^{p,q}={\mbox{im }}d_{0}^{p,q-1}:E_{0}^{p,q-1}\rightarrow E_{0}^{p,q}={\mbox{im }}d_{0}^{p,q-1}:F^{p}C^{p+q-1}/F^{p+1}C^{p+q-1}\rightarrow F^{p}C^{p+q}/F^{p+1}C^{p+q}}
{\displaystyle E_{1}^{p,q}={\frac {{\bar {Z}}_{1}^{p,q}}{{\bar {B}}_{1}^{p,q}}}={\frac {\ker d_{0}^{p,q}:E_{0}^{p,q}\rightarrow E_{0}^{p,q+1}}{{\mbox{im }}d_{0}^{p,q-1}:E_{0}^{p,q-1}\rightarrow E_{0}^{p,q}}}}
{\displaystyle E_{1}=\bigoplus _{p,q\in \mathbf {Z} }E_{1}^{p,q}=\bigoplus _{p,q\in \mathbf {Z} }{\frac {{\bar {Z}}_{1}^{p,q}}{{\bar {B}}_{1}^{p,q}}}}
{\displaystyle {\bar {Z}}_{1}^{p,q}} と {\displaystyle {\bar {B}}_{1}^{p,q}} は、以下の写像
{\displaystyle Z_{1}^{p,q}=\ker d_{0}^{p,q}:F^{p}C^{p+q}\rightarrow C^{p+q+1}/F^{p+1}C^{p+q+1}}
{\displaystyle B_{1}^{p,q}=({\mbox{im }}d_{0}^{p,q-1}:F^{p}C^{p+q-1}\rightarrow C^{p+q})\cap F^{p}C^{p+q}}
の {\displaystyle E_{0}^{p,q}} における像としてかけることに注意する。これを使うと
{\displaystyle E_{1}^{p,q}={\frac {Z_{1}^{p,q}}{B_{1}^{p,q}+Z_{0}^{p+1,q-1}}}}
となる。{\displaystyle Z_{1}^{p,q}} は微分するとフィルトレーションのレベルが1つ上がるような要素全体になっており、{\displaystyle B_{1}^{p,q}} は微分するとフィルトレーションのレベルが0だけ上がるような要素全体の像になっている。これから、{\displaystyle Z_{r}^{p,q}} は微分するとフィルトレーションのレベルが r 上がるような要素全体、{\displaystyle B_{r}^{p,q}} は微分するとフィルトレーションのレベルが r-1 だけ上がるような要素全体の像となることが推測できる。言い換えると、作ろうとしているスペクトル系列の項は
{\displaystyle Z_{r}^{p,q}=\ker d_{0}^{p,q}:F^{p}C^{p+q}\rightarrow C^{p+q+1}/F^{p+r}C^{p+q+1}}
{\displaystyle B_{r}^{p,q}=({\mbox{im }}d_{0}^{p-r+1,q+r-2}:F^{p-r+1}C^{p+q-1}\rightarrow C^{p+q})\cap F^{p}C^{p+q}}
{\displaystyle E_{r}^{p,q}={\frac {Z_{r}^{p,q}}{B_{r}^{p,q}+Z_{r-1}^{p+1,q-1}}}}
と書けるはずで、さらに関係式
{\displaystyle B_{r}^{p,q}=d_{0}^{p,q}(Z_{r-1}^{p-r+1,q+r-2})}
を満たすはずである。このようになるためには、各 Er 上の微分 dr であって、それによるホモロジーが上記の Er+1 と同型になるものを見つけなければならない。その微分
{\displaystyle d_{r}^{p,q}:E_{r}^{p,q}\rightarrow E_{r}^{p+r,q-r+1}}
は、{\displaystyle C^{p+q}} で定義されている元々の微分 d を部分対象 {\displaystyle Z_{r}^{p,q}} に制限することで得られる。
この微分が先程の性質を持つこと、すなわち Er のこの微分によるホモロジーが Er+1 となることは簡単に確かめられる。これで求めるスペクトル系列が得られた。残念なことに、この微分は明示的とは言い難い。この微分を決定するか、何かそれに代わる方法を見つけることが、スペクトル系列の適用を成功させるために必要なことの1つである。

#### 応用
- 混合ホッジ構造の構築に使うことができる[11]

#### フィルターつき複体から作られるスペクトル系列
- ホッジ・ド・ラーム・スペクトル系列（英語版）
- 2重複体のスペクトル系列

### 2重複体のスペクトル系列
もう一つの典型的なスペクトル系列は2重複体のスペクトル系列である。2重複体（double complex）とは、全ての整数 i と j を添え字に持つ対象 Ci,j の集まりと、2つの微分 d I と d II の組を合わせたものである。d I は i を減少させ、d II は j を減少させるものとする。さらに、 微分は反可換（anticommute）、つまり d I d II + d II d I = 0 とする。目標は、2つのホモロジーのホモロジー、{\displaystyle H_{i}^{I}(H_{j}^{II}(C_{\bullet ,\bullet }))} と {\displaystyle H_{j}^{II}(H_{i}^{I}(C_{\bullet ,\bullet }))} を比較することである。このために、2重複体に2つの異なる方法でフィルトレーションをいれる。次がそのフィルトレーションである:
{\displaystyle (C_{i,j}^{I})_{p}={\begin{cases}0&{\text{if }}i<p\\C_{i,j}&{\text{if }}i\geq p\end{cases}}}
{\displaystyle (C_{i,j}^{II})_{p}={\begin{cases}0&{\text{if }}j<p\\C_{i,j}&{\text{if }}j\geq p\end{cases}}}
これを前節の例にあてはめスペクトル系列を作ってみよう。まず、全複体（total complex）T(C•,•) を、n 次の項が {\displaystyle \bigoplus _{i+j=n}C_{i,j}} であり、微分は d I + d II で定義された複体とする。d I と d II は反可換な微分であることから、これは複体になっている。Ci,j の2つのフィルトレーションから、この全複体の2つのフィルトレーション
{\displaystyle T_{n}(C_{\bullet ,\bullet })_{p}^{I}=\bigoplus _{i+j=n \atop i>p-1}C_{i,j}}
{\displaystyle T_{n}(C_{\bullet ,\bullet })_{p}^{II}=\bigoplus _{i+j=n \atop j>p-1}C_{i,j}}
が得られる。このフィルトレーションのスペクトル系列からホモロジーのホモロジーについての情報が得られることを示すために、T(C•,•) のフィルトレーション I についてのスペクトル系列の E0、E1、E2 項を調べる。E0 項は簡単で、
{\displaystyle {}^{I}E_{p,q}^{0}=T_{n}(C_{\bullet ,\bullet })_{p}^{I}/T_{n}(C_{\bullet ,\bullet })_{p+1}^{I}=\bigoplus _{i+j=n \atop i>p-1}C_{i,j}{\Big /}\bigoplus _{i+j=n \atop i>p}C_{i,j}=C_{p,q}}
となっている。ここで、n = p + q である。
E1 項を明らかにするためには、E0 での d I + d II を決定する必要がある。微分の次数は n に関して −1 であるから、次の写像
{\displaystyle d_{p,q}^{I}+d_{p,q}^{II}:T_{n}(C_{\bullet ,\bullet })_{p}^{I}/T_{n}(C_{\bullet ,\bullet })_{p+1}^{I}=C_{p,q}\rightarrow T_{n-1}(C_{\bullet ,\bullet })_{p}^{I}/T_{n-1}(C_{\bullet ,\bullet })_{p+1}^{I}=C_{p,q-1}}
がある。
これから、E0 の微分は d I + d II から誘導される写像 Cp,q → Cp,q−1 であることがわかる。しかし、この写像と d I の次数は異なっているので、d I は E0 上でゼロでなければならない。これは、微分が d II と一致していることを意味しているので、
{\displaystyle {}^{I}E_{p,q}^{1}=H_{q}^{II}(C_{p,\bullet })}
となる。E2 を明らかにするためには、
{\displaystyle d_{p,q}^{I}+d_{p,q}^{II}:H_{q}^{II}(C_{p,\bullet })\rightarrow H_{q}^{II}(C_{p+1,\bullet })}
を決定する必要がある。E1 はちょうど d II についてのホモロジーだったので、d II は E1 上でゼロになっている。したがって、
{\displaystyle {}^{I}E_{p,q}^{2}=H_{p}^{I}(H_{q}^{II}(C_{\bullet ,\bullet }))}
である。もう一方のフィルトレーションを使うと、同様の E2 項を持つ異なるスペクトル系列
{\displaystyle {}^{II}E_{p,q}^{2}=H_{q}^{II}(H_{p}^{I}(C_{\bullet ,\bullet })).}
が得られる。あとはこの2つのスペクトル系列の関係がわかればよい。r が大きくなると、この2つのスペクトル系列は有用な比較ができるほど十分に似てくることがわかる。

## 収束・退化・収束先
一番はじめに議論した最も簡単な例（鎖複体のスペクトル系列）では、1以上の r に対してスペクトル系列は停止した。このような状況ではシートの列の極限というものを合理的に考えることができる。0番目のシートの後には何も起こらないので、極限のシート E∞ とは E1 と思えば良い。
一般的な状況でも、シートの極限が存在することが多く、そして常に興味深いものになっている。この点が、スペクトル系列が強力な計算手法である理由の1つである。スペクトル系列 {\displaystyle E_{r}^{p,q}} が {\displaystyle E_{\infty }^{p,q}} に収束する、あるいは近づいていく（abuts to）とは、ある r(p, q) が存在して、全ての r ≥ r(p, q) に対し微分 {\displaystyle d_{r}^{p-r,q+r-1}} と {\displaystyle d_{r}^{p,q}} が零写像になっていることを言う。このとき、大きな r に対して必然的に {\displaystyle E_{r}^{p,q}} は {\displaystyle E_{\infty }^{p,q}} と同型である。このような状況を
{\displaystyle E_{r}^{p,q}\Rightarrow _{p}E_{\infty }^{p,q}}
という記号で表す。この p はフィルトレーションの添字を表現している。この表記法を使うとき、矢印の左側には、ほとんどのスペクトル系列で最も意味のある項 {\displaystyle E_{2}^{p,q}} を書くことが多く、また右側は収束先（abutment）と呼ばれる。
ほとんどのスペクトル系列において、{\displaystyle E_{\infty }} 項は自然には2重次数つきの対象にはなっていない。その代わり、{\displaystyle E_{\infty }^{n}} 項には自然なフィルトレーション {\displaystyle F^{\bullet }E_{\infty }^{n}} があることが多い。この状況では、{\displaystyle E_{\infty }^{p,q}={\mbox{gr}}_{p}E_{\infty }^{p+q}=F^{p}E_{\infty }^{p+q}/F^{p+1}E_{\infty }^{p+q}} とセットする。この場合でも収束を先ほどと同様に定義するが、この場合には
{\displaystyle E_{r}^{p,q}\Rightarrow _{p}E_{\infty }^{n}}
と表記し、これで p + q = n の場合には {\displaystyle E_{r}^{p,q}} が {\displaystyle E_{\infty }^{p,q}} に収束していることを意味するものとする。
収束を決定できる最も簡単な状況は、スペクトル系列が退化するときである。スペクトル系列がシート r で退化するとは、任意の s ≥ r に対して微分 ds が零写像であることを言う。これは Er ≅  Er+1 ≅ Er+2 ≅ ... であることを意味する。特に、Er は E∞ と同型になる。これは、最初にあげたフィルター無しの鎖複体の自明な例（鎖複体のスペクトル系列）で起きてたことである。あのスペクトル系列は1番目のシートで退化した。一般に、2重次数つきのスペクトル系列は、水平もしくは垂直な帯状領城の外でゼロならば退化する。先の方のシートでは、微分はその帯状領域の外の対象に対しての射か、もしくは外の対象からの射になるからである。
また、ある p0 未満の全ての p と、ある q0 未満の全ての q に対して {\displaystyle E_{r}^{p,q}} が消えているなら、スペクトル系列は収束する。p0 と q0 を0で取ることができるとき、第1象限スペクトル系列（first-quadrant spectral sequence）と呼ばれる。対象の、ゼロでない領域の境界からの距離は一定であることから、このようなスペクトル系列が収束することが分かる。結果的に、p と q を固定すると、後の方のシートでは微分は常に {\displaystyle E_{r}^{p,q}} からゼロ対象への写像であるか、もしくはゼロ対象から来る写像になる。より視覚的に、微分は項がゼロではない象限を去っていく、と言ってもいい。ただし、微分が全て同時にゼロにならないこともあるので、このスペクトル系列は必ずしも退化しない。同様に、ある p0 より大きい全ての p と、ある q0 より大きい全ての q に対して {\displaystyle E_{r}^{p,q}} が消えているなら、そのスペクトル系列は収束する。
スペクトル系列の5項完全系列は、ある低次数の項と E∞ の項を関係付ける。
次の文献も参照のこと:
ボードマン、Conditionally Convergent Spectral Sequences

## 退化の例

### フィルターつき複体のスペクトル系列（続き）
包含関係の鎖（chain）
{\displaystyle Z_{0}^{p,q}\supseteq Z_{1}^{p,q}\supseteq Z_{2}^{p,q}\supseteq \cdots \supseteq B_{2}^{p,q}\supseteq B_{1}^{p,q}\supseteq B_{0}^{p,q}}
を考える。下記のように置くと、何が起きるか考える。
{\displaystyle Z_{\infty }^{p,q}=\bigcap _{r=0}^{\infty }Z_{r}^{p,q}}
{\displaystyle B_{\infty }^{p,q}=\bigcup _{r=0}^{\infty }B_{r}^{p,q}}
{\displaystyle E_{\infty }^{p,q}={\frac {Z_{\infty }^{p,q}}{B_{\infty }^{p,q}+Z_{\infty }^{p+1,q-1}}}}
{\displaystyle E_{\infty }^{p,q}} がこのスペクトル系列の収束先（abutment）の自然な候補である。収束は自動的には従わないが、それでも多くの場合に収束する。特に、フィルトレーションが有限で、ちょうど r 個の非自明なステップからなる場合には、スペクトル系列は r 番目のシートの後で退化する。また、複体とフィルトレーションがともに下、もしくは上に有界ならば、収束する。
考えているスペクトル系列の収束先（abutment）をより詳細に記述するために、次の表示
{\displaystyle Z_{\infty }^{p,q}=\bigcap _{r=0}^{\infty }Z_{r}^{p,q}=\bigcap _{r=0}^{\infty }\ker(F^{p}C^{p+q}\rightarrow C^{p+q+1}/F^{p+r}C^{p+q+1})}
{\displaystyle B_{\infty }^{p,q}=\bigcup _{r=0}^{\infty }B_{r}^{p,q}=\bigcup _{r=0}^{\infty }({\mbox{im }}d^{p,q-r}:F^{p-r}C^{p+q-1}\rightarrow C^{p+q})\cap F^{p}C^{p+q}}
を考える。この表示から {\displaystyle Z_{\infty }^{p,q}} について何が言えるか考えるために、フィルトレーションは分離的と仮定していたことを思い出そう。この仮定から、r が大きくなると、（最初の式に出てくる）核は縮小していき {\displaystyle Z_{\infty }^{p,q}=\ker(F^{p}C^{p+q}\rightarrow C^{p+q+1})} となる。{\displaystyle B_{\infty }^{p,q}} に対しては、フィルトレーションは覆い尽くしている（exhaustive）と仮定していたことを思い出そう。この仮定から、r が大きくなると、（2番目の式に出てくる）像は大きくなっていき {\displaystyle B_{\infty }^{p,q}={\text{im }}(C^{p+q-1}\rightarrow C^{p+q})\cap F^{p}C^{p+q}} に到達する。以上をまとめて
{\displaystyle E_{\infty }^{p,q}={\mbox{gr}}_{p}H^{p+q}(C^{\bullet })}
が分かり、これからスペクトル系列の収束先（abutment）は C の (p+q) 番目のホモロジーの次数が p の部分になっていることが分かる。このスペクトル系列が収束するなら、
{\displaystyle E_{r}^{p,q}\Rightarrow _{p}H^{p+q}(C^{\bullet })}
となることがわかった。

#### 長完全系列
フィルターつき複体のスペクトル系列を使って、長完全系列の存在を導くことができる。双対鎖複体の短完全系列 0 → A• → B• → C• → 0 を一つとり、最初の写像を f• : A• → B• とする。この系列のホモロジーを取って、自然な写像 Hn(A•) → Hn(B•) → Hn(C•) が得られ、これは真ん中の部分で完全であることは知っている。フィルターつき複体のスペクトル系列を使ってこれの連結準同型を見つけ、そうやってできる列が完全であることを証明しよう。まず、B• のフィルターを
{\displaystyle F^{0}B^{n}=B^{n}}
{\displaystyle F^{1}B^{n}=A^{n}}
{\displaystyle F^{2}B^{n}=0}
で定義する。定義から、
{\displaystyle E_{0}^{p,q}={\frac {F^{p}B^{p+q}}{F^{p+1}B^{p+q}}}={\begin{cases}0&{\text{if }}p<0{\text{ or }}p>1\\C^{q}&{\text{if }}p=0\\A^{q+1}&{\text{if }}p=1\end{cases}}}
{\displaystyle E_{1}^{p,q}={\begin{cases}0&{\text{if }}p<0{\text{ or }}p>1\\H^{q}(C^{\bullet })&{\text{if }}p=0\\H^{q+1}(A^{\bullet })&{\text{if }}p=1\end{cases}}}
となる。微分は2重次数 (1, 0) を持つので、d0,q : Hq(C•) → Hq+1(A•) である。この写像は蛇の補題による連結準同型で、写像 A• → B• → C• とあわせて列
{\displaystyle \cdots \rightarrow H^{q}(B^{\bullet })\rightarrow H^{q}(C^{\bullet })\rightarrow H^{q+1}(A^{\bullet })\rightarrow H^{q+1}(B^{\bullet })\rightarrow \cdots }
を得る。あとはこの列が A と C のところで完全であることを示せばよい。さきのスペクトル系列は、微分の2重次数は (2, −1) であるから、E2 項で退化することに注意する。したがって、E2 項は E∞ 項と一致するので、
{\displaystyle E_{2}^{p,q}\cong {\text{gr}}_{p}H^{p+q}(B^{\bullet })={\begin{cases}0&{\text{if }}p<0{\text{ or }}p>1\\H^{q}(B^{\bullet })/H^{q}(A^{\bullet })&{\text{if }}p=0\\{\text{im }}H^{q+1}f^{\bullet }:H^{q+1}(A^{\bullet })\rightarrow H^{q+1}(B^{\bullet })&{\text{if }}p=1\end{cases}}}
が成り立つ。E2 項は、これに加えて E1 項のホモロジーとしての直接的な記述を持つ。この2つの記述の記述を比べて、同型
{\displaystyle H^{q}(B^{\bullet })/H^{q}(A^{\bullet })\cong \ker d_{0,q}^{1}:H^{q}(C^{\bullet })\rightarrow H^{q+1}(A^{\bullet })}
{\displaystyle {\text{im }}H^{q+1}f^{\bullet }:H^{q+1}(A^{\bullet })\rightarrow H^{q+1}(B^{\bullet })\cong H^{q+1}(A^{\bullet })/({\mbox{im }}d_{0,q}^{1}:H^{q}(C^{\bullet })\rightarrow H^{q+1}(A^{\bullet }))}
を得る。1番目の式から C のところでの完全性が従い、2番目の式から A のところでの完全性が従う。

### 2重複体のスペクトル系列（続き）
フィルターつき複体についての収束先（abutment）を使うと、
{\displaystyle H_{p}^{I}(H_{q}^{II}(C_{\bullet ,\bullet }))\Rightarrow _{p}H^{p+q}(T(C_{\bullet ,\bullet }))}
{\displaystyle H_{q}^{II}(H_{p}^{I}(C_{\bullet ,\bullet }))\Rightarrow _{q}H^{p+q}(T(C_{\bullet ,\bullet }))}
が分かる。一般には、Hp+q(T(C•,•)) 上の2つの次数付けは異なる。にもかかわらず、この2つのスペクトル系列から有益な情報を得ることが可能である。

#### Tor の可換性
R を環、M を右 R 加群、N を左 R 加群とする。テンソル積の導来関手を Tor と表していたことを思い出そう。これは最初の引数の射影分解を使って定義されていたが、実は {\displaystyle \operatorname {Tor} _{i}(M,N)=\operatorname {Tor} _{i}(N,M)} が成り立つ。スペクトル系列を使わずにこのことを確かめることもできるが、スペクトル系列を使うと非常に簡単に確かめられる。
M と N の射影分解を一つとり、それぞれ {\displaystyle P_{\bullet }} と {\displaystyle Q_{\bullet }} と表す。これらを負の次数で消えている複体と捉え、微分はそれぞれ d と e とする。2重複体を、項は {\displaystyle C_{i,j}=P_{i}\otimes Q_{j}}、微分は {\displaystyle d\otimes 1} と {\displaystyle (-1)^{i}(1\otimes e)} と定義して作る。（−1 の項は微分を反可換にするため。）射影加群は平坦なので、射影加群をテンソルする操作とホモロジーを取る操作は交換可能である。したがって、
{\displaystyle H_{p}^{I}(H_{q}^{II}(P_{\bullet }\otimes Q_{\bullet }))=H_{p}^{I}(P_{\bullet }\otimes H_{q}^{II}(Q_{\bullet }))}
{\displaystyle H_{q}^{II}(H_{p}^{I}(P_{\bullet }\otimes Q_{\bullet }))=H_{q}^{II}(H_{p}^{I}(P_{\bullet })\otimes Q_{\bullet })}
が成り立つ。2つの複体は分解になっているので、そのホモロジーは次数0部分を除き消える。次数0部分には
{\displaystyle H_{p}^{I}(P_{\bullet }\otimes N)=\operatorname {Tor} _{p}(M,N)}
{\displaystyle H_{q}^{II}(M\otimes Q_{\bullet })=\operatorname {Tor} _{q}(N,M)}
が残っている。特に、{\displaystyle E_{p,q}^{2}} 項は、I スペクトル系列については q = 0 の直線部分を除き消え、II スペクトル系列については p = 0 の直線部分を除き消える。これから2番目シートでスペクトル系列は退化していることが分かり、したがって E∞ 項は E2 項と同型である:
{\displaystyle \operatorname {Tor} _{p}(M,N)\cong E_{p}^{\infty }=H_{p}(T(C_{\bullet ,\bullet }))}
{\displaystyle \operatorname {Tor} _{q}(N,M)\cong E_{q}^{\infty }=H_{q}(T(C_{\bullet ,\bullet }))}
p と q が等しければ両式の右辺は等しいので、これで Tor の可換性が示せた。

## その他の例
有名なスペクトル系列を以下に列挙する。

### 位相幾何学と幾何学
- 超常（extraordinary）コホモロジー論のアティヤ・ヒルツェブルフ・スペクトル系列（英語版）
- 群の分類空間のホモロジーに対するバー・スペクトル系列（英語版）
- mod p 係数ホモロジーと mod p 還元したホモロジーを関係付けるボックシュテイン・スペクトル系列（英語版）
- 商空間のホモロジーに収束するカルタン・ルレイ・スペクトル系列（英語版）
- ファイブレーション（英語版）の引き戻し（英語版）の特異コホモロジーに対するアイレンベルグ・ムーア・スペクトル系列（英語版）
- ファイブレーション（英語版）のセール・スペクトル系列（英語版）

### ホモトピー論
- 安定ホモトピー理論のアダムズ・スペクトル系列（英語版）
- 超常（extraordinary）コホモロジー論の一般化のアダムズ・ノヴィコフ・スペクトル系列（英語版）
- コファイブレーションの初期空間のホモトピーに収束するバラット（Barratt）・スペクトル系列（英語版）
- 関手のホモトピー余極限に収束するバウスフィールド・カン・スペクトル系列（英語版）
- アダムズ・ノヴィコフ・スペクトル系列（英語版）の初項を計算するクロマティック・スペクトル系列（英語版）
- コバー（cobar）・スペクトル系列（英語版）
- 球面の安定ホモトピー群（英語版）に収束するEHPスペクトル系列（英語版）
- 関数空間のホモトピー群に収束するフェデラー・スペクトル系列（英語版）
- ホモトピー固定点スペクトル系列（英語版）[12]
- 空間のホモロジーをホモトピーから計算するフレヴィッツ・スペクトル系列（英語版）
- 空間の mod p 安定ホモロジーに収束するミラー・スペクトル系列（英語版）
- バー・スペクトル系列（英語版）の別名であるミルナー・スペクトル系列（英語版）
- バー・スペクトル系列（英語版）の別名であるムーア・スペクトル系列（英語版）
- 単体的群（simplicial group）のホモトピー計算のためのキレン・スペクトル系列（英語版）
- バー・スペクトル系列（英語版）の別名であるローゼンバーグ・スティーンロッド・スペクトル系列（英語版）
- ウェッジ空間のホモトピー計算のためのファン・カンペン・スペクトル系列（英語版）

### 代数学
- チェック・コホモロジー（英語版）から層係数コホモロジーへ向かうチェックから導来関手へのスペクトル系列（英語版）
- 加群の Tor 群や Ext 群を計算するための係数環変更スペクトル系列（英語版）
- 代数の巡回ホモロジーに収束するコンヌ・スペクトル系列（英語版）
- ガーステン（Gersten）・ヴィット・スペクトル系列（英語版）
- コズュール・コホモロジー（英語版）に対するグリーンのスペクトル系列（英語版）
- 導来関手の合成に対するグロタンディーク・スペクトル系列（英語版）
- 超ホモロジー計算のための超ホモロジー・スペクトル系列（英語版）
- 微分環のテンソル積のホモロジーを計算するためのキュンネス（Künneth）・スペクトル系列（英語版）
- 層のコホモロジーに収束するルレイ・スペクトル系列（英語版）
- 局所から大域へのExtスペクトル系列（英語版）
- 群の（コ）ホモロジーのリンドン・ホッホシルト・セール・スペクトル系列（英語版）
- 代数の Tor 群や Ext 群を計算するためのメイ・スペクトル系列（英語版）
- 微分フィルターつき群のスペクトル系列（この記事で説明）
- 2重複体のスペクトル系列（この記事で説明）
- 完全対のスペクトル系列（この記事で説明）
- 普遍係数スペクトル系列（英語版）
- 相対リー環コホモロジーへ収束するファン・エスト（van Est）・スペクトル系列（英語版）

### 複素幾何学と代数幾何学
- 特異点論（英語版）のアーノルドのスペクトル系列（英語版）
- 体の代数的K理論に収束するブロック・リヒテンバウム・スペクトル系列（英語版）
- 多様体のドルボーコホモロジーから始まり代数的ド・ラーム・コホモロジー（英語版）へ収束するフローリッヒ・スペクトル系列（英語版）
- 多様体の代数的ド・ラーム・コホモロジー（英語版）に収束するホッジ・ド・ラーム・スペクトル系列（英語版）
- モチヴィックからK理論へのスペクトル系列（英語版）

### 入門書
- Fomenko, Anatoly; Fuchs, Dmitry, Homotopical Topology
- Hatcher, Allen. “Spectral Sequences in Algebraic Topology”. 2021年9月24日閲覧。

## 発展資料
- Chow, Timothy Y. (2006). “You Could Have Invented Spectral Sequences”. Notices of the American Mathematical Society 53:  15–19.